# Wild Eyed Boy from Freecloud

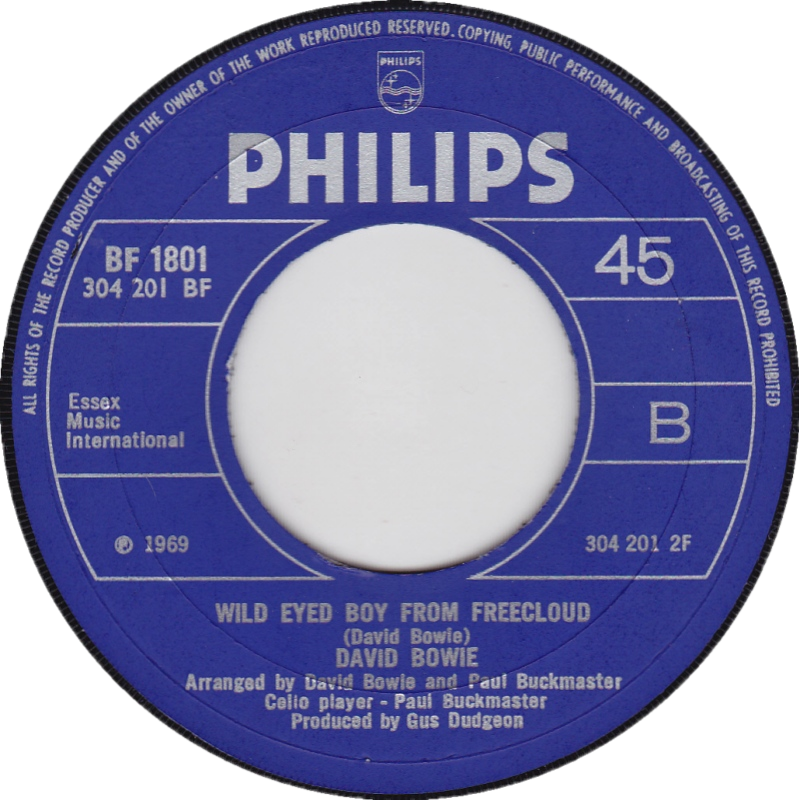
Britse vinyl-single “Wild Eyed Boy from Freecloud”, David Bowie

Wild Eyed Boy from Freecloud is een nummer van de Britse muzikant David Bowie, uitgebracht als de achtste track op zijn album David Bowie (later uitgebracht onder de naam Space Oddity) uit 1969.

## Achtergrond
Net als een ander nummer van Bowie, "Silly Boy Blue", bevat dit nummer ook Tibetaanse invloeden. In principe is het een vervolg op dit nummer en "Karma Man", een ander nummer dat werd opgenomen tijdens de sessies van Bowie's debuutalbum en uiteindelijk in 1970 werd uitgebracht op The World of David Bowie.
Het nummer werd voor het eerst opgenomen op 20 juni 1969 als B-kant voor Bowie's eerste grote hit "Space Oddity", waarin hij alleen wordt begeleid door de gitaar en de cello. Op de albumversie, opgenomen in juli en augustus, is een orkestraal arrangement door producer Tony Visconti te horen. Er wordt ook gezegd dat deze versie het debuut betekende van gitarist Mick Ronson op een Bowie-opname, alhoewel zijn gitaarspel en handgeklap in het midden van het nummer niet wordt genoemd in de credits.
Op 25 maart 1970 speelde Bowie het nummer tijdens een sessie voor de BBC, wat werd uitgebracht op het album Bowie at the Beeb in 2000. Hij speelde het nummer ook tijdens zijn Ziggy Stardust Tour in een medley met "All the Young Dudes" en "Oh! You Pretty Things", maar voerde het nummer na afloop van deze tournee nooit meer op.

## Muzikanten
B-kant versie
- David Bowie: zang, gitaar
- Paul Buckmaster: cello

Albumversie
- David Bowie: zang, gitaar
- Keith Christmas: akoestische gitaar
- Mick Wayne: gitaar
- Tim Renwick: elektrische gitaar, fluit
- John "Honk" Lodge, Herbie Flowers: basgitaar
- Tony Visconti: basgitaar, fluit
- John Cambridge, Terry Cox: drums
- Rick Wakeman: Clavecin Electrique
- Paul Buckmaster: cello